# هنري جيبسون (فنان إيقاعي)
هنري جيبسون (بالإنجليزية: Henry Gibson)‏ هو فنان إيقاعي أمريكي، ولد في 9 أغسطس 1942، وتوفي في 18 ديسمبر 2002.

## وصلات خارجية
- هنري جيبسون على موقع ميوزك برينز (الإنجليزية)
- هنري جيبسون على موقع أول ميوزيك (الإنجليزية)
- هنري جيبسون على موقع ديسكوغز (الإنجليزية)